# Рудзу соккусу

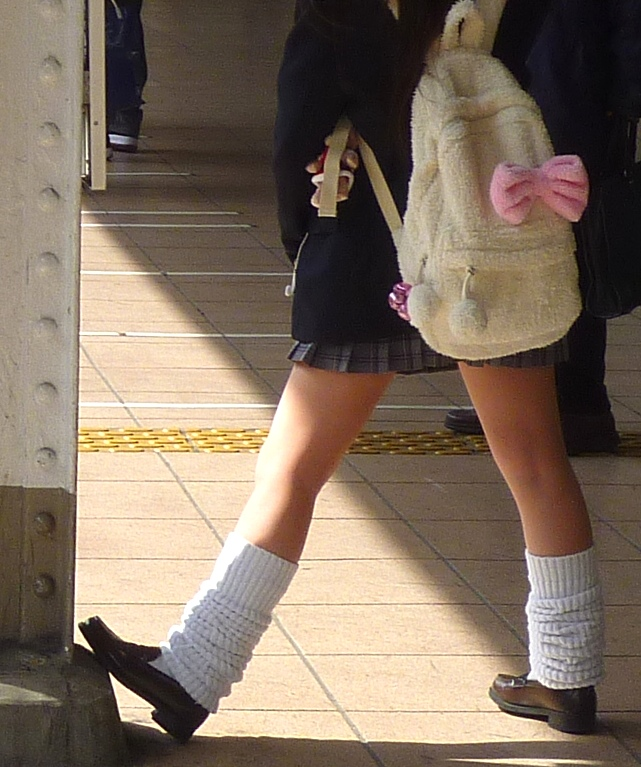
Рудзу соккусу японської школярки

Ру́дзу со́ккусу (яп. ルーズソックス) — рід мішкуватих панчіх, які носять японські школярки. Словосполучення «рудзу соккусу» є японською адаптацією англ. loose socks («широкі шкарпетки»).
Ці панчохи значно розрізнюються між собою за стилем, який визначається типом в'язання верху. Найпопулярнішими є панчохи з подвійною «гумкою» та панчохи трубоподібної форми до колін завдовжки, які можуть засукуватися до щиколоток. Завдяки японським аніме та манґа рудзу соккусу стали популярними серед американських підлітків та студентів коледжів: як данина моді, що вітає оголені повні литки, а також з причини незвичайної наявності цього відвертого елемента у традиційно суворій японській шкільній формі.